# Micrasema turbo
Micrasema turbo är en nattsländeart som beskrevs av Malicky och Chantaramongkol 1992. Micrasema turbo ingår i släktet Micrasema och familjen bäcknattsländor. Inga underarter finns listade i Catalogue of Life.